# Gustaw Fiszer

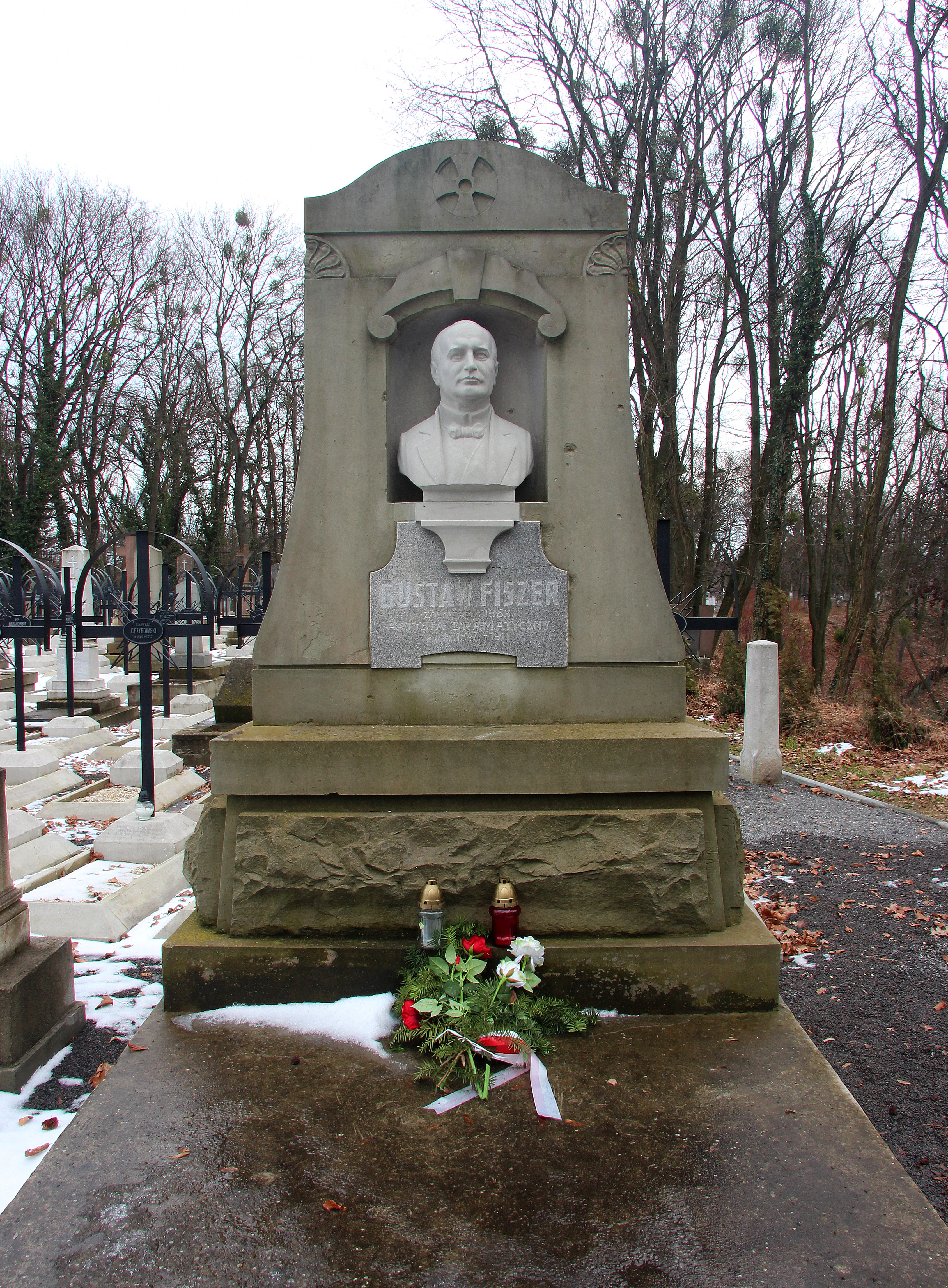
Odtworzone popiersie Gustawa Fiszera

Gustaw Fiszer (ur. 2 sierpnia 1847 w Rzeszowie, zm. 10 stycznia 1911 we Lwowie) – aktor dramatyczny, komik, literat i powstaniec styczniowy.

## Życiorys
Syn austriackiego urzędnika (poborcy podatkowego) w Rzeszowie. Pochodził z zasymilowanej rodziny niemieckiej osiadłej w Galicji. Matka wychowywała go w kulturze polskiej.
W latach 1861–1863 uczęszczał do Wyższego Gimnazjum w Rzeszowie. W 1863 zaciągnął się wraz z przyjaciółmi – późniejszymi aktorami Edwardem Webersfeldem, Marcelim Zboińskim i Aleksandrem Podwyszyńskim do oddziału powstańczego Żuawów śmierci Rochebruna w Ojcowie. Walczył w oddziale Kurowskiego pod Miechowem, następnie w oddziale Andrzeja Łopackiego, Witolda Rogoyskiego, gen. Dionizego Czachowskiego, m.in. pod Stefankowiem, Borią, Ostrowcem i Rzeczniowem. Po upadku powstania przez pewien czas przebywał na Węgrzech.
Po powrocie do Rzeszowa wstąpił do trupy aktorskiej Józefa Bendy. Od 1868 występował w Krakowie, a od września 1872 we Lwowie. Jest autorem kilku sztuk teatralnych (m.in.: Jan Kiliński, Kri-kri, Kropla atramentu). Niektóre z nich były wystawiane we Lwowie. Felietony, skecze zamieszczał w „Gazecie Lwowskiej”, „Kurierze Warszawskim”, „Tygodniku Literackim”. W 1898 Wilhelm Zukerkandl wydał jego wspomnienia – humorystyczne obrazki teatralne pt.: Ze szpitalnej celi.
Jako komik znany był zwłaszcza z kreacji typów galicyjskich i żydowskich (Arendarz w „Emigracji chłopskiej”, Faktor w „Febris aurea”, Bankier w „Złym ziarnie”, Josel Rajszower – afiszer z Brodów, Hersz Bałaguła i in.). Jego benefisy gromadziły na prowincji tłumy. Szczególną popularnością cieszyły się monologi satyryczne.
Jako aktor prowincjonalny zadebiutował wraz z Webersfeldem u Konstantego Łobojki jeszcze w 1863 r. w Rzeszowie i Sędziszowie. Jednak za oficjalny debiut uznaje się role u Józefa Bendy w 1867. W kolejnych latach występował w teatrach prowincjonalnych u Piotra Woźniakowskiego, Miłosza Stengla w Stanisławowie, Gustawa Zimajera i u Józefa Bendy, m.in. w Jarosławiu, gdzie grał wraz z Modrzejewską. Na lata 1868/1872 zatrudnił się w Teatrze Polskim we Lwowie.
Fiszer był też świetnym odtwórcą ról molierowskich i fredrowskich. Występował na wielu scenach: Warszawy, Krakowa, Lwowa, Petersburga (w r. 1882 w zespole A. Łukowicza) i na prowincji – objeżdżając z teatrem całą Galicję (wraz z tzw. Teatrem Dziesięciu Miast: m.in. W Złoczowie, Brodach, Tarnopolu).
W r. 1907 obchodził w teatrze lwowskim jubileusz 40-lecia pracy scenicznej. W styczniu 1913 roku na jego grobie na Cmentarzu Łyczakowskim stanął pomnik z popiersiem z brązu wykonanym przez Tadeusza Błotnickiego. Popiersie to zostało skradzione i zniszczone ok. września 1913 roku przez Józefa Mrowińskiego o czym donosiła ówczesna prasa. W styczniu 2021 roku odtworzono w kamieniu popiersie aktora. Inicjatorami rekonstrukcji pomnika byli aktorzy Polskiego Teatru Ludowego we Lwowie. Nowe popiersie zostało wykonane przez lwowskiego artystę rzeźbiarza Jarosława Skakuna. Wg innych źródeł w roku 1943 (w czasie okupacji hitlerowskiej Lwowa) zostało ono skradzione i zdewastowane.